# Pohra
Pohra (znanstveno ime Barbus balcanicus) je sladkovodna riba žarkoplavutarica iz družine pravih krapovcev. Po telesni zgradbi je podobna mreni. Ima veliko, vendar fragmentirano območje razširjenosti v Evropi, saj živi le v zgornjih delih rek in potokih. Večina ljudi meni da je bolj okusna kot mrena, vendar je zelo majhna.